# 盧樂戌
盧樂戌（1840年11月13日—1911年3月8日），字康甫，又字和堂，號右山，又號滙濱，山東省泰安府萊蕪縣人，清朝政治人物。同進士出身。

## 生平
光緒二年（1876年），參加丙子恩科會試，得貢士第243名。殿試登進士3甲第88名。同年五月（6月3日），經吏部掣簽，授即用知縣。先任廣州府東莞縣知縣；後於光绪九年（1883年），遷任廣州府南海縣知縣。后由危德連接任。